# Castell d'Oristà
El Castell d'Oristà és un edifici d'Oristà (Lluçanès) declarat bé cultural d'interès nacional.

## Descripció
Les restes del castell tradicionalment s'han situat a la Costa del Castell, al nord-est del nucli. Tot i que el castell està documentat, se'n desconeix la seva ubicació exacta, ja que a la zona esmentada no en queden restes visibles, tot i que a la zona de la Costa del Castell semblen haver-hi murs confeccionats amb pedres i morter.

## Història
El castell apareix documentat per primera vegada l'any 908, quan es té notícia d'una terra situada al seu terme. Les notícies sobre la seva existència acaben l'any 1065 sense que es sàpiga qui va ser el senyor del castell, malgrat sembla que van ser els Balsareny.